# Viròvor
Els viròvors són organismes que tenen els virus com a font d'energia i de nutrients. Aquest terme fa referència a organismes que fonamentalment o, fins i tot, de manera exclusiva, consumeixen virus, però a dia d'avui, només inclou organismes que obtenen un benefici nutricional parcial a partir del consum de virus, com si fos un omnívor microbiològic. Parlem també de virovoria per referir-nos a la forma d'obtenció d'energia i nutrients descoberta més recentment en la qual un organisme viu satisfer les seves necessitats energètiques a partir del consum del virus.

## Microbiologia
La idea de que alguns protists tinguessin com a sustent energètic el consum de virus apareix als anys 80 del segle xx, però no ha estat fins a desembre de 2022 quan un equip d'investigadors de la Universitat de Nebraska-Lincoln (Estats Units) liderat per John P. DeLong, ha publicat a la revista PNAS un article on es demostra per primer cop l'existència d'alguns protists ciliats d'aigua dolça del gènere Halteria capaços no només de sobreviure sino també de créixer a partir del consum en exclusiva del virus Chlorella o clorovirus.
Els estudis de l'equip de DeLong explica com s'han estudiat dues poblacions diferents de protistes i el seu comportament tenint com a única font d'energia els clorovirus. Per una banda, s'estudia una població de Halteria sp., observant-se en poques hores com la població de virus disminueix i creix la quantitat d'individus d'Halteria sp. Per l'altra, s'estudia una població de Paramecium bursaria i s'observa que tot i que els virus disminueixen, els individus de la població de paramecis no canvien significativament. És a dir, totes dues espècies de protists consumeixen els clorovirus però només Halteria sp té la capacitat de créixer i multiplicar-se a partir d'aquesta font d'energia.

## Ecologia
La presència en els ecosistemes de viròvors ha de fer replantejar la nostra manera d'entendre tant el funcionament de les xarxes tròfiques com el del cicle del carboni. Aquests organismes formen part del plàncton, fonamentals per a l'aportació de biomassa i energia a les xarxes tròfiques. Els viròvors suposen una nova font d'energia, a tenir en compte sobretot si són molt més habituals del que fins ara pensavem.

## Consultar també
- Viròfags